# Topito
Ne doit pas être confondu avec Toopitoo.
Topito est un groupe d'infodivertissement français spécialisé dans la réalisation de classements en tout genre, créé en 2006 par Benoît Parizot et Laurent Moreau, deux anciens salariés de Yahoo!. L'entreprise se finance principalement par la publicité, dont notamment le marketing de contenu ou bien la publicité native, par le biais d'une régie publicitaire interne, mais aussi l'affiliation et des revenus annexes (édition, merchandising, évènements...). Les contenus produits se basent principalement sur de la création originale, mais aussi de la curation d'autres contenus trouvés sur le web.

## Historique
Créé en 2006 sous forme d'un simple blog, le site prend sa forme actuelle en 2010. Il ne contient dans un premier temps que du contenu écrit sous forme de listes.
La présentation des articles et classements sur la page principale de Topito est parsemée de  lien vers des sites marchants (souvent des objets ou des services originaux). Les contenus originaux se font, au fil du temps, proportionnellement plus rares.
Le contenu "image" suivra à partir de 2009 avec des créations de mèmes et autres réactions à l'actualité. Topito lance ensuite ses formats vidéos dès 2013, d'abord sur Youtube avec sa chaîne principale. Le site s'ouvre dans la foulée aux réseaux sociaux et Topito développe ses communautés sur différentes plateformes : Facebook avec 3,5 millions d'abonnés, redescendant à 3 millions en 2024, Instagram, Snapchat...
En 2018, le site Topito et la société RichesMonts instaurent la journée mondiale de la raclette, célébrée le 13 décembre.
Topito se diversifie au fil du temps avec création de livres, cahiers de vacances ou production de spectacles.
En 2020, l'effectif est annoncé à 30 personnels.
En septembre 2021, le groupe de communication extérieure Phenix prend le contrôle de Topito. Dans la même année, ils rachètent le média Être Étudiant.

## Format Vidéos
En parallèle du site web, Topito possède une chaîne YouTube qui totalise en janvier 2021 plus d'1,59 million d'abonnés et plus de 780 vidéos. Les vidéos postées sont principalement des thématiques et sujets souvent abordés sur le site. À partir de 2018, la chaîne diversifie son contenu et propose sous forme de fiction et de parodies des vidéos satiriques à propos d'habitudes typiquement françaises. La chaîne publie aussi des interviews de célébrités du web et du monde culturel intitulées Top m'en 3. En mars 2021, Topito décide de recentrer sa chaîne principale sur les tops originels et lance en parallèle 2 autres chaînes: "Topito Studio" dédiée à la fiction, et une chaîne dédiée aux interviews « Topito Interview ».[réf. nécessaire]